# Sarah Gigante
Sarah Gigante (Melbourne, 6 ottobre 2000) è una ciclista su strada e pistard australiana che corre per l'AG Insurance-Soudal Team. Attiva dal 2020 in formazioni UCI, è stata tre volte campionessa nazionale Elite, una in linea e due a cronometro.

## Palmarès

### Strada
- 2018 (Juniores)

Campionati australiani, Prova a cronometro Junior
Campionati australiani, Prova in linea Junior
Campionati oceaniani, Prova in linea Junior
- 2019 (Roxsolt Attaquer, due vittorie)

Campionati australiani, Prova in linea Elite
Campionati oceaniani, Prova a cronometro Under-23
- 2020 (Team Tibco-Silicon Valley Bank, una vittoria)

Campionati australiani, Prova a cronometro Elite
- 2021 (Team Tibco-Silicon Valley Bank, quattro vittorie)

2ª tappa Santos Festival of Cycling (Birwood > Lobethal)
3ª tappa Santos Festival of Cycling (McLaren Vale > Willunga Hill)
Classifica generale Santos Festival of Cycling
Campionati australiani, Prova a cronometro Elite
- 2022 (Movistar Team Women, una vittoria)

Emakumeen Nafarroako Klasikoa
- 2024 (AG Insurance, due vittorie)

3ª tappa Tour Down Under (Adelaide > Willunga Hill)
Classifica generale Tour Down Under
- 2025 (AG Insurance-Soudal Team, due vittorie)

4ª tappa Giro d'Italia (Castello Tesino > Pianezze)
7ª tappa Giro d'Italia (Fermignano > Monte Nerone)

#### Altri successi
- 2021 (Team Tibco-Silicon Valley Bank)

Classifica scalatori Santos Festival of Cycling
Classifica giovani Santos Festival of Cycling
- 2023 (Movistar Team)

1ª tappa Tour of Bright (Bright > Tawonga)
3ª tappa Tour of Bright (Bright > Dingo Dell)
Classifica generale Tour of Bright
- 2025 (AG Insurance-Soudal Team)

Classifica scalatrici Giro d'Italia

## Piazzamenti

### Grandi Giri
- Giro d'Italia

2025: 3ª
- Tour de France

2024: 7ª
- Vuelta a España

2024: 19ª

### Competizioni mondiali
- Campionati del mondo su strada

Innsbruck 2018 - Cronometro Junior: 15ª
Innsbruck 2018 - In linea Junior: 58ª
Zurigo 2024 - In linea Elite: 20ª
- Campionati del mondo gravel

Fiandre 2024 - Elite: 24ª
- Campionati del mondo su pista

Aigle 2018 - Scratch Junior: 16ª
Aigle 2018 - Corsa a punti Junior: 2ª
- Giochi olimpici

Tokyo 2020 - In linea: 40ª
Tokyo 2020 - Cronometro: 11ª